# Ricardo Pido Tancinco
Ricardo Pido Tancinco (* 4. August 1933 in Calbayog) ist Altbischof von Calbayog.

## Leben
Ricardo Pido Tancinco empfing am 30. November 1956 die Priesterweihe. Papst Paul VI. ernannte ihn am 8. März 1974 zum Bischof von Calbayog. 
Die Bischofsweihe spendete ihm der Apostolische Nuntius auf den Philippinen, Bruno Torpigliani, am 30. Mai desselben Jahres; Mitkonsekratoren waren Cipriano Urgel y Villahermosa, Bischof von Palo, und Godofredo Pedernal Pisig, Bischof von Borongan.
Von seinem Amt trat er am 21. April 1979 zurück.